# Police (kraj zliński)
Police – gmina w Czechach, w powiecie Vsetín, w kraju zlińskim. Według danych z dnia 1 stycznia 2012 liczyła 577 mieszkańców.
Zobacz też:
- Police (ujednoznacznienie)